# Adam Karl August von Eschenmayer
Adam Karl August von Eschenmayer (ur. 4 lipca 1768 w Neuenbürgu, zm. 17 listopada 1852 w Kirchheim unter Teck) – niemiecki filozof i lekarz. 

## Życie
W czerwcu 1768, po ukończeniu edukacji podstawowej w akademii karolińskiej w Stuttgarcie, wstąpił na uniwersytet w Tybindze, gdzie otrzymał doktorat z medycyny. Przez jakiś czas był lekarzem w Sulz am Neckar, a następnie w Kirchheim unter Teck. W 1811 został mianowany profesorem nadzwyczajnym filozofii i medycyny Uniwersytetu Eberharda i Karola w Tybindze. W 1818 został profesorem zwyczajnym filozofii praktycznej, ale w 1836 złożył rezygnację i zamieszkał w Kirchheim unter Teck, gdzie poświęcił całą swoją uwagę studiom filozoficznym.

## Poglądy
Poglądy Eschenmayera są bardzo zbliżone do filozofii Schellinga, z którym jednak różni się co do koncepcji wiedzy o absolucie. Eschenmayer wierzył, że aby odkryć pełną prawdę, filozofia musi być uzupełniana przez coś, co nazywał niefilozofią – rodzaj mistycznego oświecenia, dzięki któremu otrzymuje się wiarę w Boga, a które nie może być zastąpione przez wysiłek czysto rozumowy. Przeniósł tę tendencję do mistycyzmu na pole swoich badań przyrodniczych, przez co wykazał wielkie zainteresowanie fenomenem magnetyzmu zwierzęcego. Ostatecznie został wyznawcą wiary w siły duchowe i demoniczne, a w swoich późnych pismach jest pod silnym wpływem niewybrednego supranaturalizmu. 

## Dzieła
- Die Philosophie in ihrem Übergange zur Nichtphilosophie (1803)
- Versuch die scheinbare Magie des thierischen Magnetismus aus physiol. und psychischen Gesetzen in erklären (1816)
- System der Moralphilosophie (1818)
- Psychologie in drei Theilen, als empirische, reine, angewandte (1817, 2nd ed. 1822)
- Religionsphilosophie (3 tomy, 1818-1824)
- Die Hegelsche Religionsphilosophie vergleichen mit dem christl. Princip (1834); Der Ischariotismus unserer Täge (1835) (Wymierzone przeciw Życiu Jezusa Davida Straussa)
- Konflikt zwischen Himmel und Hölle, an dem Damon eines besessenen Mädchens beobachtet (1837)
- Grundriss der Naturphilosophie (1832)
- Grundzüge der christl. Philosophie (1840)
- Betrachtungen über den physischen Weltbau (1852)